# Collichthys
Collichthys – rodzaj ryb z rodziny kulbinowatych (Sciaenidae).

## Klasyfikacja
Gatunki zaliczane do tego rodzaju:
- Collichthys lucidus
- Collichthys niveatus